# ダーバン外郭環状道路

N2（ダーバン～リチャード湾間）

ダーバン外郭環状道路（ダーバンがいかくかんじょうどうろ、英語: Durban Outer Ring Road）は、南アフリカ共和国クワズール・ナタール州にある高速道路の環状線である。

## 概要
N2路線の一部で、クワズール・ナタール州の海外沿いを縦断し、エテクウィニ都市圏の主要道路である。